# Llista de topònims d'Alella
Llista de topònims (noms propis de lloc) del municipi d'Alella, al Maresme
Informació actualitzada per un bot. Els canvis manuals es perdran quan s'actualitzi!

## arbre singular
| imatge | Nom                                   | Ubicat a | instància de   | Detalls                                                               | coordenades | Protecció             | Commons (més fotos)    | Dades a WD                    |
| ------ | ------------------------------------- | -------- | -------------- | --------------------------------------------------------------------- | --- | --------------------- | ---------------------- | ----------------------------- |
|        | Alzina surera de la pedrera           | Alella   | arbre singular |                                                                       | 41° 30′ 41″ N, 2° 17′ 14″ E / 41.51145°N,2.28724°E ca:A ponent del nucli d'Alella Parc.                                      |                       |                        | Modifica les dades a Wikidata |
|        | Garrofer de Rials                     | Alella   | arbre singular |                                                                       | 41° 29′ 24″ N, 2° 18′ 17″ E / 41.49012°N,2.30472°E ca:Límit est del polígon industrial de Rials.                             |                       |                        | Modifica les dades a Wikidata |
|        | Garrofer de l'Eixample                | Alella   | arbre singular |                                                                       | 41° 29′ 19″ N, 2° 17′ 35″ E / 41.48848°N,2.29318°E ca:Entre els carrers Sta. Gemma, Espígol i rambla de la Fontcalda         |                       |                        | Modifica les dades a Wikidata |
|        | Pi Bord d'Alella                      | Alella   | arbre singular | Taxon: pi blanc (Pinus halepensis) Ample: 10m Alt: 30m Perímetre: 3m  | 41° 30′ 14″ N, 2° 16′ 33″ E / 41.50395°N,2.27582°E ca:Torrent del Sarau o del Fonoll, al nord-oest del nucli de Mas Coll     | arbre d'interès local | Pi Bord d'Alella       | Modifica les dades a Wikidata |
|        | aloc del torrent de Rials             | Alella   | arbre singular |                                                                       | 41° 29′ 17″ N, 2° 18′ 19″ E / 41.48796°N,2.30528°E ca:Torrent de Rials                                                       |                       |                        | Modifica les dades a Wikidata |
|        | alzina de Can Rosselló                | Alella   | arbre singular | Taxon: alzina (Quercus ilex) Ample: 26.5m Alt: 19.5m Perímetre: 3.72m | 41° 30′ 13″ N, 2° 17′ 46″ E / 41.50355°N,2.29613°E ca:Can Rosselló, vora la riera de Coma Clara 144 msnm                     | arbre monumental      | Alzina de Can Rosselló | Modifica les dades a Wikidata |
|        | ametller del torrent de Sistres       | Alella   | arbre singular |                                                                       | 41° 29′ 14″ N, 2° 17′ 24″ E / 41.48733°N,2.2899°E ca:Zona agrícola situada a l'oest del torrent de Sistres.                  |                       |                        | Modifica les dades a Wikidata |
|        | eucaliptus de la Font dels Eucaliptus | Alella   | arbre singular | Taxon: eucaliptus (Eucalyptus)                                        | 41° 30′ 25″ N, 2° 16′ 27″ E / 41.507°N,2.27404°E ca:Bosc de les Quatre Torres, al NO del Mas Coll                            |                       |                        | Modifica les dades a Wikidata |
|        | lledoner de la Riera                  | Alella   | arbre singular |                                                                       | 41° 29′ 22″ N, 2° 17′ 50″ E / 41.48931°N,2.29718°E ca:Costat dret de la riera d'Alella, a l'alçada del carrer Charles Rivel. |                       | Lledoner de la Riera   | Modifica les dades a Wikidata |
|        | plàtan de Ca la Librada               | Alella   | arbre singular |                                                                       | 41° 29′ 38″ N, 2° 17′ 42″ E / 41.49398°N,2.29509°E ca:Davant de l'Empedrat del Marxant, al centre urbà.                      |                       |                        | Modifica les dades a Wikidata |
|        | plàtan de la Font de l'Esquerda       | Alella   | arbre singular | Taxon: plàtan (Platanus ×hispanica)                                   | 41° 30′ 31″ N, 2° 16′ 23″ E / 41.508501°N,2.273092°E                                                                         |                       |                        | Modifica les dades a Wikidata |
|        | plàtans de la Plaça                   | Alella   | arbre singular |                                                                       | 41° 29′ 38″ N, 2° 17′ 41″ E / 41.49376°N,2.29474°E ca:Plaça de l'Ajuntament                                                  |                       |                        | Modifica les dades a Wikidata |
|        | plàtans de les Fonts                  | Alella   | arbre singular | Taxon: Platanus (Platanus)                                            | 41° 30′ 14″ N, 2° 16′ 46″ E / 41.50384°N,2.2794°E ca:Barri de Mas Coll                                                       |                       |                        | Modifica les dades a Wikidata |

## arbreda
| imatge | Nom                     | Ubicat a | instància de | Detalls | coordenades | Protecció | Commons (més fotos) | Dades a WD                    |
| ------ | ----------------------- | -------- | ------------ | ------- | --- | --------- | ------------------- | ----------------------------- |
|        | Arbreda de Cal Baró     | Alella   | arbreda      |         | 41° 29′ 29″ N, 2° 17′ 29″ E / 41.4913°N,2.29135°E ca:Entre els carrers Onofre Talavera, Tèlia i Vinya del Rei, al nucli de Nova Alella. |           |                     | Modifica les dades a Wikidata |
|        | Arbreda de Can Magarola | Alella   | arbreda      |         | 41° 30′ 24″ N, 2° 18′ 17″ E / 41.50656°N,2.30478°E ca:entre el carrer dels Roures i l'Avinguda Sant Mateu, al nucli de Can Magarola.    |           |                     | Modifica les dades a Wikidata |
|        | Arbredes de Can Serra   | Alella   | arbreda      |         | 41° 29′ 48″ N, 2° 17′ 55″ E / 41.49671°N,2.29848°E ca:Per damunt de la masia de Can Serra                                               |           |                     | Modifica les dades a Wikidata |
|        | arbreda de Can Poch     | Alella   | arbreda      |         | 41° 30′ 27″ N, 2° 17′ 04″ E / 41.50747°N,2.2844°E ca:Uns 150 metres al nord de la masia de Can Poch, al nucli de Mas Coll.              |           |                     | Modifica les dades a Wikidata |

## barraca de vinya
| imatge | Nom                                                                          | Ubicat a | instància de     | Detalls      | coordenades | Protecció | Commons (més fotos) | Dades a WD                    |
| ------ | ---------------------------------------------------------------------------- | -------- | ---------------- | ------------ | --- | --------- | ------------------- | ----------------------------- |
|        | barraca d'en Jana                                                            | Alella   | barraca de vinya | 1955         | 41° 29′ 28″ N, 2° 18′ 18″ E / 41.49113°N,2.30512°E ca:Torrent de Rials - Rials                                                                          |           |                     | Modifica les dades a Wikidata |
|        | barraca d'en Joanet de Cal Barquer; Vinya de la Manuela o Rosa Font Oliveras | Alella   | barraca de vinya |              | 41° 29′ 17″ N, 2° 17′ 20″ E / 41.48794°N,2.28881°E ca:Hort de Can Genís, prop del torrent del Sistres.                                                  |           |                     | Modifica les dades a Wikidata |
|        | barraca d'en Miquel                                                          | Alella   | barraca de vinya | 20th century | 41° 29′ 12″ N, 2° 17′ 26″ E / 41.48658°N,2.29062°E ca:Prop del nucli de la Verge de la Mercè.                                                           |           |                     | Modifica les dades a Wikidata |
|        | barraca d'en Patatina; Barraca de la creu d'en Petxu                         | Alella   | barraca de vinya | 20th century | 41° 28′ 56″ N, 2° 17′ 32″ E / 41.48225°N,2.29228°E ca:A ponent del terme, en el paratge de la Plana, en la partió amb els municipis de Tiana i Montgat. |           |                     | Modifica les dades a Wikidata |
|        | barraca d'en Petxu; Barraca de Joaquim Aymar                                 | Alella   | barraca de vinya | 20th century | 41° 29′ 00″ N, 2° 17′ 37″ E / 41.48323°N,2.29359°E ca:A ponent del terme, en el paratge de la Plana, en la partió amb els municipis de Tiana i Montgat. |           |                     | Modifica les dades a Wikidata |
|        | barraca d'en Vespa                                                           | Alella   | barraca de vinya |              | 41° 29′ 05″ N, 2° 17′ 28″ E / 41.48473°N,2.29111°E ca:Al costat del Torrent Sistres, prop del Nucli de l'Eixample                                       |           |                     | Modifica les dades a Wikidata |
|        | barraca de Cal Marquès                                                       | Alella   | barraca de vinya | 20th century | 41° 29′ 24″ N, 2° 17′ 53″ E / 41.48992°N,2.29798°E ca:Dins la finca de cal Marquès, prop de l'estació de peatge de l'autopista C-32.                    |           |                     | Modifica les dades a Wikidata |
|        | barraca de Can Boquet                                                        | Alella   | barraca de vinya | 1950         | 41° 29′ 49″ N, 2° 17′ 49″ E / 41.49704°N,2.29683°E ca:Av. Sant Josep de Calassanç, 8.                                                                   |           |                     | Modifica les dades a Wikidata |
|        | barraca de Can Casals                                                        | Alella   | barraca de vinya | 19th century | 41° 30′ 18″ N, 2° 16′ 28″ E / 41.50507°N,2.27451°E ca:Bosc de les Quatre Torres, prop del nucli de Mas Coll                                             |           |                     | Modifica les dades a Wikidata |
|        | barraca de Can Llimona                                                       | Alella   | barraca de vinya | 19th century | 41° 29′ 52″ N, 2° 18′ 16″ E / 41.49791°N,2.30448°E ca:En les immediacions de Caves Roura, a Rials.                                                      |           |                     | Modifica les dades a Wikidata |
|        | barraca de Can Sans; Barraca de Jaume Puig                                   | Alella   | barraca de vinya | 20th century | 41° 28′ 56″ N, 2° 17′ 44″ E / 41.48213°N,2.29563°E ca:Entre el barri de la Serreta i l'autopista C-32.                                                  |           |                     | Modifica les dades a Wikidata |
|        | barraca de Can Vilaclara                                                     | Alella   | barraca de vinya | 19th century | 41° 29′ 51″ N, 2° 18′ 22″ E / 41.49737°N,2.3062°E ca:Al centre de la Vall de Rials, al bell mig d'una vinya.                                            |           |                     | Modifica les dades a Wikidata |
|        | barraca de Vinya del Mas Coll I                                              | Alella   | barraca de vinya |              | 41° 30′ 32″ N, 2° 16′ 24″ E / 41.508898°N,2.273232°E |           |                     | Modifica les dades a Wikidata |
|        | barraca de l'Hort de Cal Magre; Barraca de l'Hort d'en Petxiu                | Alella   | barraca de vinya | 20th century | 41° 29′ 06″ N, 2° 17′ 40″ E / 41.48499°N,2.29458°E ca:Entre l'autopista i el c. del Pla, al capdavall del nucli de Verge de la Mercè.                   |           |                     | Modifica les dades a Wikidata |
|        | barraca de l'Hort de Can Pasqual; Barraca de Sant Miquel                     | Alella   | barraca de vinya | 1925         | 41° 29′ 03″ N, 2° 17′ 33″ E / 41.48414°N,2.29252°E ca:Entre Tiana i el torrent del Sistres, prop del barri de la Verge de la Mercè.                     |           |                     | Modifica les dades a Wikidata |
|        | barraca de l'Hort de la Patricia; Barraca de Can calderó                     | Alella   | barraca de vinya | 1932         | 41° 29′ 13″ N, 2° 17′ 43″ E / 41.48696°N,2.2953°E ca:Al nucli de l'Eixample.                                                                            |           |                     | Modifica les dades a Wikidata |
|        | barraca de l'avinguda del Mil·lenari                                         | Alella   | barraca de vinya | 19th century | 41° 29′ 52″ N, 2° 16′ 40″ E / 41.49769°N,2.27785°E ca:Nucli de Can Comulada (Av. del Mil·lenari), prop dels Ginestells.                                 |           |                     | Modifica les dades a Wikidata |
|        | barraca de la Camàndula; Barraca de Les Costes o d'Antònia Ribas             | Alella   | barraca de vinya | 19th century | 41° 30′ 04″ N, 2° 18′ 24″ E / 41.50108°N,2.30659°E ca:Les Costes - Rials.                                                                               |           |                     | Modifica les dades a Wikidata |
|        | barraca de la Guineuera; Barraca d'en Bofill o de Can Sans                   | Alella   | barraca de vinya | 19th century | 41° 30′ 22″ N, 2° 16′ 34″ E / 41.50622°N,2.27609°E ca:Al bosc de Can Sans, dalt del nucli de Mas Coll.                                                  |           |                     | Modifica les dades a Wikidata |
|        | barraca de la Vinya d'en Valentí; Barraca de Can calderó                     | Alella   | barraca de vinya |              | 41° 29′ 02″ N, 2° 17′ 41″ E / 41.48378°N,2.2947°E ca:Entre el camí del Mig i la C-32, després del torrent del Sistres, al sud del barri de la Mercè.    |           |                     | Modifica les dades a Wikidata |
|        | barraca del Bosc de Can Cortés                                               | Alella   | barraca de vinya | 19th century | 41° 30′ 24″ N, 2° 17′ 16″ E / 41.50667°N,2.2879°E ca:Bosc de Can Cortés (i/o Can Poch), prop del nucli de Vallbona i AlellaParc                         |           |                     | Modifica les dades a Wikidata |
|        | barraca del Socarrat                                                         | Alella   | barraca de vinya | 20th century | 41° 29′ 05″ N, 2° 17′ 37″ E / 41.48475°N,2.29359°E ca:Al peu del Camí del Mig, al costat de l'entrada a les pistes municipals d'atletisme.              |           |                     | Modifica les dades a Wikidata |
|        | barraca del Turó del Bessó                                                   | Alella   | barraca de vinya | 20th century | 41° 29′ 30″ N, 2° 16′ 58″ E / 41.49158°N,2.28264°E ca:Turó del Bessó, a l'est del terme municipal.                                                      |           |                     | Modifica les dades a Wikidata |
|        | barraca del bosc del músic                                                   | Alella   | barraca de vinya | 1977         | 41° 29′ 58″ N, 2° 18′ 09″ E / 41.49957°N,2.30257°E ca:Les Costes d'en Bernades - Nucli Rials                                                            |           |                     | Modifica les dades a Wikidata |
|        | barraca del camí Dalt d'Alella; Barraca de la Font d'en Mia                  | Alella   | barraca de vinya |              | 41° 29′ 45″ N, 2° 17′ 05″ E / 41.49594°N,2.28466°E ca:Coll de Vendrans, entre els nuclis de Nova Alella i Can Comulada.                                 |           |                     | Modifica les dades a Wikidata |
|        | barraca dels Escolapis                                                       | Alella   | barraca de vinya | 20th century | 41° 29′ 53″ N, 2° 18′ 09″ E / 41.49802°N,2.30262°E ca:Vall de Rials, a la vinya dels Escolapis, entre els boscos de Can Serra i de cal Musica.          |           |                     | Modifica les dades a Wikidata |

## bassa
| imatge | Nom                   | Ubicat a | instància de | Detalls | coordenades                                                                                               | Protecció | Commons (més fotos) | Dades a WD                    |
| ------ | --------------------- | -------- | ------------ | ------- | --- | --------- | ------------------- | ----------------------------- |
|        | Bassa d'Antònia Ribas | Alella   | bassa        |         | 41° 30′ 05″ N, 2° 18′ 23″ E / 41.50145°N,2.30625°E ca:Les Costes - Rials                                  |           |                     | Modifica les dades a Wikidata |
|        | Bassa de Can Serra    | Alella   | bassa        |         | 41° 29′ 48″ N, 2° 17′ 59″ E / 41.49656°N,2.2998°E ca:Darrera la finca de Can Serra.                       |           |                     | Modifica les dades a Wikidata |
|        | Basses de Can Boquet  | Alella   | bassa        |         | 41° 29′ 50″ N, 2° 17′ 53″ E / 41.49711°N,2.29813°E ca:Can Boquet, Avinguda de Sant Josep de Calassanç, 8. |           |                     | Modifica les dades a Wikidata |

## carrer
| imatge | Nom                            | Ubicat a | instància de | Detalls                                      | coordenades                                                                                               | Protecció                                  | Commons (més fotos)                | Dades a WD                    |
| ------ | ------------------------------ | -------- | ------------ | -------------------------------------------- | --- | ------------------------------------------ | ---------------------------------- | ----------------------------- |
|        | Carrer Bonavista               | Alella   | carrer       | Estil: arquitectura neoclàssica 19th century | 41° 29′ 38″ N, 2° 17′ 48″ E / 41.494027°N,2.296555°E ca:Carrer Bonavista - 'Barri del Rost'               | bé cultural d'interès local                | Prototipus de carrers del Rost     | Modifica les dades a Wikidata |
|        | Carrer Sant Antoni             | Alella   | carrer       | Estil: arquitectura popular 19th century     | 41° 29′ 44″ N, 2° 17′ 38″ E / 41.495553°N,2.293925°E                                                      | bé cultural d'interès local                | Carrer Sant Antoni (Alella)        | Modifica les dades a Wikidata |
|        | Carrer Sant Josep              | Alella   | carrer       | Estil: arquitectura popular 19th century     | 41° 29′ 37″ N, 2° 17′ 47″ E / 41.493701°N,2.296377°E ca:Carrer Sant Josep, dels núms. 2 al 24 (o final ). | bé cultural d'interès local                | Carrer Sant Josep (Alella)         | Modifica les dades a Wikidata |
|        | Carrer Sant Lluís              | Alella   | carrer       | Estil: arquitectura popular 19th century     | 41° 29′ 37″ N, 2° 17′ 49″ E / 41.493684°N,2.296854°E                                                      | bé cultural d'interès local                | Carrer Sant Lluís (Alella)         | Modifica les dades a Wikidata |
|        | Carrer Santa Rosa              | Alella   | carrer       | Estil: arquitectura popular 19th century     | 41° 29′ 37″ N, 2° 17′ 48″ E / 41.493551°N,2.29669°E                                                       | bé cultural d'interès local                | Carrer Santa Rosa (Alella)         | Modifica les dades a Wikidata |
|        | Prototipus de carrers del Rost | Alella   | carrer       | Estil: arquitectura popular                  | 41° 29′ 38″ N, 2° 17′ 48″ E / 41.494°N,2.29662°E                                                          | bé integrant del patrimoni cultural català | Prototipus de carrers del Rost     | Modifica les dades a Wikidata |
|        | carrer d'Anselm Clavé          | Alella   | carrer       | Estil: arquitectura popular                  | 41° 29′ 42″ N, 2° 17′ 42″ E / 41.495132°N,2.294913°E                                                      | bé cultural d'interès local                | Carrer d'Anselm Clavé (Alella)     | Modifica les dades a Wikidata |
|        | carrer d'en Comas              | Alella   | carrer       |                                              | 41° 29′ 36″ N, 2° 17′ 37″ E / 41.493403°N,2.293496°E ca:C. d'en Comas, 2 i núm. del 10 al 26              | bé cultural d'interès local                | Carrer d'en Comas (Alella)         | Modifica les dades a Wikidata |
|        | carrer de Sant Ramon           | Alella   | carrer       | Estil: arquitectura popular 19th century     | 41° 29′ 47″ N, 2° 17′ 40″ E / 41.49625°N,2.2944°E ca:Carrer Sant Ramon, del núm. 1 al 7                   | bé cultural d'interès local                | Carrer de Sant Ramon (Alella)      | Modifica les dades a Wikidata |
|        | carrer del Doctor Corbera      | Alella   | carrer       | Estil: arquitectura popular 19th century     | 41° 29′ 40″ N, 2° 17′ 43″ E / 41.494562°N,2.295146°E                                                      | bé cultural d'interès local                | Carrer del Doctor Corbera (Alella) | Modifica les dades a Wikidata |
|        | carrer del Mig                 | Alella   | carrer       | 19th century                                 | 41° 29′ 41″ N, 2° 17′ 42″ E / 41.494852°N,2.294995°E                                                      | bé cultural d'interès local                | Carrer del Mig (Alella)            | Modifica les dades a Wikidata |

## casa
| imatge | Nom                                   | Ubicat a | instància de | Detalls                                                                         | coordenades | Protecció                                  | Commons (més fotos)                            | Dades a WD                    |
| ------ | ------------------------------------- | -------- | ------------ | ------------------------------------------------------------------------------- | --- | ------------------------------------------ | ---------------------------------------------- | ----------------------------- |
|        | Ca l'Alemany                          | Alella   | casa         | Estil: arquitectura modernista 20th century                                     | 41° 29′ 30″ N, 2° 17′ 38″ E / 41.491666666667°N,2.2938888888889°E ca:Carrer Calderó, 2 92 msnm                                                    | bé cultural d'interès local                | Ca l'Alemany (Alella)                          | Modifica les dades a Wikidata |
|        | Ca la Gaietana                        | Alella   | casa         | Estil: arquitectura neoclàssica arquitectura eclèctica                          | 41° 29′ 04″ N, 2° 18′ 02″ E / 41.4844°N,2.30065°E ca:C. Teià, 8 bis i Av. Gaietana, 39. 48 msnm                                                   | bé cultural d'interès local                | Ca la Gaietana                                 | Modifica les dades a Wikidata |
|        | Ca les Monges                         | Alella   | casa         | Estil: arquitectura popular                                                     | 41° 30′ 03″ N, 2° 17′ 46″ E / 41.50095°N,2.29623°E ca:Riera Coma Clara, 2                                                                         | bé cultural d'interès local                | Ca les Monges                                  | Modifica les dades a Wikidata |
|        | Cal Campaner                          | Alella   | casa         | 17th century                                                                    | 41° 29′ 36″ N, 2° 17′ 39″ E / 41.49344°N,2.29426°E ca:Plaça de l'Església, 8                                                                      | bé cultural d'interès nacional             |                                                | Modifica les dades a Wikidata |
|        | Cal Cinto                             | Alella   | casa         | Estil: arquitectura eclèctica 19th century                                      | 41° 29′ 48″ N, 2° 17′ 44″ E / 41.49658°N,2.29547°E ca:Av. Sant Josep de Calassanç, 29 a 35                                                        | bé integrant del patrimoni cultural català | Cal Cinto (Alella)                             | Modifica les dades a Wikidata |
|        | Cal Duc                               | Alella   | casa         | Estil: arquitectura eclèctica 19th century                                      | 41° 30′ 03″ N, 2° 17′ 15″ E / 41.50075°N,2.28754°E ca:Camí de Martorelles, 1                                                                      | bé cultural d'interès local                | Cal Duc (Alella)                               | Modifica les dades a Wikidata |
|        | Cal Marquès                           | Alella   | casa         | Estil: arquitectura eclèctica 1870                                              | 41° 29′ 33″ N, 2° 17′ 46″ E / 41.4924°N,2.29605°E ca:Riera Principal, 1                                                                           | bé cultural d'interès local                | Cal Marquès (Alella)                           | Modifica les dades a Wikidata |
|        | Cal Músic                             | Alella   | casa         | 17th century                                                                    | 41° 29′ 36″ N, 2° 17′ 45″ E / 41.493455°N,2.295708°E ca:Passatge de Cal Músic, 4 90 msnm                                                          | bé cultural d'interès local                | Cal Músic (Alella)                             | Modifica les dades a Wikidata |
|        | Cal Petxo                             | Alella   | casa         | Estil: arquitectura popular                                                     | 41° 29′ 36″ N, 2° 17′ 35″ E / 41.4932°N,2.29312°E                                                                                                 | bé integrant del patrimoni cultural català | Cal Petxo                                      | Modifica les dades a Wikidata |
|        | Cal Ros Fuster                        | Alella   | casa         | Estil: arquitectura eclèctica Estat: enderrocat o destruït                      | 41° 29′ 36″ N, 2° 17′ 44″ E / 41.49328°N,2.29547°E                                                                                                | bé integrant del patrimoni cultural català | Cal Ros Fuster                                 | Modifica les dades a Wikidata |
|        | Cal Savoia                            | Alella   | casa         | 18th century                                                                    | 41° 29′ 39″ N, 2° 17′ 47″ E / 41.49421°N,2.29631°E ca:Carrer Montserrat, 12                                                                       |                                            |                                                | Modifica les dades a Wikidata |
|        | Can Bertran                           | Alella   | casa         | Estil: arquitectura eclèctica 1886                                              | 41° 29′ 45″ N, 2° 17′ 42″ E / 41.49593°N,2.29494°E ca:Avinguda de Sant Josep de Calassanç, 15                                                     | bé cultural d'interès local                | Can Bertran (Alella)                           | Modifica les dades a Wikidata |
|        | Can Bonvehí                           | Alella   | casa masia   | Estil: historicisme arquitectònic arquitectura modernista                       | 41° 30′ 07″ N, 2° 17′ 16″ E / 41.502°N,2.28781°E ca:Camí de Martorelles, 7 170 msnm                                                               | bé cultural d'interès local                | Can Bonvehí                                    | Modifica les dades a Wikidata |
|        | Can Calots                            | Alella   | casa         | 18th century                                                                    | 41° 29′ 40″ N, 2° 17′ 46″ E / 41.49454°N,2.29617°E ca:Carrer Montserrat, 2-4, al barri del Rost.                                                  |                                            |                                                | Modifica les dades a Wikidata |
|        | Can Casas                             | Alella   | casa         | Estil: arquitectura neoclàssica 19th century                                    | 41° 29′ 51″ N, 2° 17′ 39″ E / 41.49754°N,2.29418°E ca:Verdaguer, 8                                                                                | bé cultural d'interès local                | Can Cases (Alella)                             | Modifica les dades a Wikidata |
|        | Can Codina                            | Alella   | casa         | Estil: arquitectura eclèctica                                                   | 41° 30′ 06″ N, 2° 17′ 39″ E / 41.50173°N,2.29403°E                                                                                                | bé cultural d'interès local                | Can Codina (Alella)                            | Modifica les dades a Wikidata |
|        | Can Cortés                            | Alella   | casa         | Estil: arquitectura gòtica arquitectura popular                                 | 41° 30′ 15″ N, 2° 17′ 13″ E / 41.5042°N,2.28694°E ca:Camí de Martorelles, 10 185 msnm                                                             | bé cultural d'interès local                | Can Cortès (Alella)                            | Modifica les dades a Wikidata |
|        | Can Cossialls                         | Alella   | casa         | Estil: arquitectura eclèctica 1851                                              | 41° 29′ 39″ N, 2° 17′ 44″ E / 41.49409°N,2.29561°E ca:Rambla Àngel Guimerà, 34-42                                                                 | bé cultural d'interès local                | Can Cossialls                                  | Modifica les dades a Wikidata |
|        | Can Cuirós                            | Alella   | casa         | Estil: arquitectura popular                                                     | 41° 29′ 34″ N, 2° 17′ 32″ E / 41.4927°N,2.29214°E ca:Camí de Tiana, 4 116 msnm                                                                    | bé cultural d'interès local                | Can Cuiros                                     | Modifica les dades a Wikidata |
|        | Can Duran                             | Alella   | casa         | Estil: arquitectura neoclàssica 19th century                                    | 41° 29′ 36″ N, 2° 17′ 44″ E / 41.4934°N,2.29548°E ca:Rambla d'Àngel Guimerà, 18 90 msnm                                                           | bé cultural d'interès local                | Can Duran (Alella)                             | Modifica les dades a Wikidata |
|        | Can Gaza                              | Alella   | casa         | Estil: arquitectura neoclàssica                                                 | 41° 29′ 47″ N, 2° 17′ 43″ E / 41.496416°N,2.295215°E ca:Av. Sant Josep de Calassanç, 17-25                                                        | bé cultural d'interès local                | Can Gaza (Alella)                              | Modifica les dades a Wikidata |
|        | Can Martí Gaza                        | Alella   | casa         | Estil: arquitectura neoclàssica 19th century                                    | 41° 29′ 48″ N, 2° 17′ 42″ E / 41.496738°N,2.294876°E ca:Carrer Verdaguer, 7-11                                                                    | bé cultural d'interès local                | Can Martí Gaza                                 | Modifica les dades a Wikidata |
|        | Can Pujades                           | Alella   | casa         | Estil: arquitectura popular 14th century 17th century 18th century              | 41° 29′ 37″ N, 2° 17′ 37″ E / 41.49355°N,2.29369°E ca:Carrer Comas, 4-6-8, al centre urbà.                                                        | bé cultural d'interès local                | Can Pujades (Alella)                           | Modifica les dades a Wikidata |
|        | Can Ribó                              | Alella   | casa         | Estil: arquitectura popular Estat: enderrocat o destruït                        | 41° 29′ 38″ N, 2° 17′ 46″ E / 41.49388°N,2.2961°E                                                                                                 | bé integrant del patrimoni cultural català | Can Ribó (Alella)                              | Modifica les dades a Wikidata |
|        | Can Rogiet                            | Alella   | casa         | Estil: arquitectura eclèctica 1870                                              | 41° 29′ 29″ N, 2° 17′ 38″ E / 41.49128°N,2.294°E ca:Carrer Calderó, 1                                                                             | bé cultural d'interès local                | Can Rogiet                                     | Modifica les dades a Wikidata |
|        | Can Rosselló                          | Alella   | casa         | Estil: arquitectura popular 1888                                                | 41° 30′ 11″ N, 2° 17′ 52″ E / 41.50307°N,2.29776°E ca:Riera de Coma Clara 14 166 msnm                                                             | bé cultural d'interès local                | Can Rosselló                                   | Modifica les dades a Wikidata |
|        | Can Rull                              | Alella   | casa         | Estil: arquitectura popular 18th century                                        | 41° 29′ 36″ N, 2° 17′ 31″ E / 41.49324°N,2.29183°E ca:Riera Fosca, 41                                                                             | bé cultural d'interès local                | Can Rull (Alella)                              | Modifica les dades a Wikidata |
|        | Can Torras                            | Alella   | casa         | Estil: arquitectura eclèctica 19th century                                      | 41° 29′ 06″ N, 2° 18′ 12″ E / 41.48504°N,2.30343°E ca:Carrer Ferrer i Guàrdia, s/n / BP-5002 km 1                                                 | bé cultural d'interès local                | Can Torras (Alella)                            | Modifica les dades a Wikidata |
|        | Can Vegetalí                          | Alella   | casa         | Estil: arquitectura eclèctica                                                   | 41° 30′ 06″ N, 2° 17′ 16″ E / 41.5017°N,2.28777°E ca:Camí de Martorelles, 5 156 msnm                                                              | bé cultural d'interès local                | Can Vegetalí                                   | Modifica les dades a Wikidata |
|        | Can Xeco Monnar                       | Alella   | casa         | Estil: arquitectura popular                                                     | 41° 30′ 01″ N, 2° 17′ 26″ E / 41.5002°N,2.29052°E ca:Camí del Greny, 1                                                                            | bé cultural d'interès local                | Can Xeco Monnar                                | Modifica les dades a Wikidata |
|        | Casa Arenas                           | Alella   | casa         | Estil: arquitectura eclèctica 19th century                                      | 41° 29′ 33″ N, 2° 17′ 35″ E / 41.49262°N,2.29307°E ca:Carrer Ribas, 1-3                                                                           | bé cultural d'interès local                | Casa Arenas                                    | Modifica les dades a Wikidata |
|        | Casa a l'avinguda de Barcelona, 44    | Alella   | casa         | Estil: racionalisme arquitectònic                                               | 41° 28′ 53″ N, 2° 18′ 03″ E / 41.4813°N,2.3008°E ca:Avinguda de Barcelona 44                                                                      | bé integrant del patrimoni cultural català |                                                | Modifica les dades a Wikidata |
|        | Casa dels Mestres                     | Alella   | casa         | Arquitecte: Josep Goday i Casals Estil: racionalisme arquitectònic 20th century | 41° 29′ 34″ N, 2° 17′ 45″ E / 41.492734°N,2.295741°E ca:Av. Ferran Fabra, 3 87 msnm                                                               | bé cultural d'interès local                | Casa dels Mestres (Alella)                     | Modifica les dades a Wikidata |
|        | Torreta de Can Gaza                   | Alella   | casa         | Estil: arquitectura modernista 19th century                                     | 41° 29′ 51″ N, 2° 17′ 43″ E / 41.497394°N,2.295386°E ca:Av. Sant Josep de Calasanç, 51-53 110 msnm                                                | bé cultural d'interès local                | Torreta de Can Gaza                            | Modifica les dades a Wikidata |
|        | Vil·la Enriqueta                      | Alella   | casa         | Estil: arquitectura neoclàssica 19th century                                    | 41° 29′ 45″ N, 2° 17′ 42″ E / 41.495885°N,2.294955°E ca:Av. Sant Josep Calassanç, 14 101 msnm                                                     | bé cultural d'interès local                | Vil·la Enriqueta                               | Modifica les dades a Wikidata |
|        | Vil·la Maria                          | Alella   | casa         | Estil: arquitectura popular                                                     | 41° 29′ 35″ N, 2° 17′ 33″ E / 41.49292°N,2.29247°E                                                                                                | bé integrant del patrimoni cultural català | Vil·la Maria (Alella)                          | Modifica les dades a Wikidata |
|        | edifici a la rambla Àngel Guimerà, 30 | Alella   | casa         | Estil: arquitectura popular 19th century                                        | 41° 29′ 38″ N, 2° 17′ 44″ E / 41.493919°N,2.295557°E ca:Rambla Àngel Guimerà, 30 90 msnm                                                          | bé cultural d'interès local                | Edifici a la rambla Àngel Guimerà, 30 (Alella) | Modifica les dades a Wikidata |
|        | habitatge al carrer Ribas, 2          | Alella   | casa         | Estil: arquitectura eclèctica                                                   | 41° 29′ 34″ N, 2° 17′ 34″ E / 41.49279°N,2.29283°E                                                                                                | bé integrant del patrimoni cultural català | Habitatge al carrer Ribas, 2                   | Modifica les dades a Wikidata |
|        | la Miralda                            | Alella   | casa         | Estil: academicisme 19th century                                                | 41° 29′ 16″ N, 2° 18′ 02″ E / 41.4878°N,2.30065°E ca:Riera Principal, 5 61 msnm                                                                   | bé cultural d'interès local                | La Miralda (Alella)                            | Modifica les dades a Wikidata |
|        | les Hortènsies                        | Alella   | casa         | Estil: arquitectura popular                                                     | 41° 29′ 56″ N, 2° 17′ 41″ E / 41.4988°N,2.29461°E 116 msnm                                                                                        | bé cultural d'interès local                | Les Hortènsies (Alella)                        | Modifica les dades a Wikidata |
|        | les Quatre Torres                     | Alella   | casa         | Estil: arquitectura eclèctica 19th century                                      | 41° 29′ 42″ N, 2° 17′ 34″ E / 41.4949265509365°N,2.2928245233074676°E ca:Pg. Antoni Borrell, 1, Les Quatre Torres, s/n i Escoles Pies, 1 104 msnm | bé cultural d'interès local                | Les Quatre Torres (Alella)                     | Modifica les dades a Wikidata |
|        | torre Llimona                         | Alella   | casa         | Estil: modernisme català arquitectura modernista 1893                           | 41° 30′ 03″ N, 2° 17′ 40″ E / 41.5007°N,2.29445°E ca:Riera Coma Clara, 1 125 msnm                                                                 | bé cultural d'interès local                | Torre Llimona                                  | Modifica les dades a Wikidata |

## cova
| imatge | Nom                                      | Ubicat a | instància de | Detalls      | coordenades | Protecció | Commons (més fotos) | Dades a WD                    |
| ------ | ---------------------------------------- | -------- | ------------ | ------------ | --- | --------- | ------------------- | ----------------------------- |
|        | Cova el Barracot                         | Alella   | cova         |              | 41° 30′ 07″ N, 2° 18′ 22″ E / 41.50195°N,2.30607°E ca:Les Costes - Rials                                                                           |           |                     | Modifica les dades a Wikidata |
|        | Cova o mina de l'avinguda del Mil·lenari | Alella   | cova         |              | 41° 29′ 48″ N, 2° 16′ 45″ E / 41.49676°N,2.27927°E ca:Av. Mil·lenari, davant número 58 - Nucli Can Comulada                                        |           |                     | Modifica les dades a Wikidata |
|        | cova d'en Músic                          | Alella   | cova         |              | 41° 29′ 22″ N, 2° 18′ 28″ E / 41.48954°N,2.30785°E ca:Barri Ivars Meià - Nucli Rials                                                               |           |                     | Modifica les dades a Wikidata |
|        | cova d'en Pató                           | Alella   | cova         |              | 41° 30′ 15″ N, 2° 18′ 13″ E / 41.50413°N,2.30358°E ca:Les Costes - Rials                                                                           |           |                     | Modifica les dades a Wikidata |
|        | cova de Montserrat                       | Alella   | cova         |              | 41° 30′ 18″ N, 2° 18′ 18″ E / 41.50492°N,2.30508°E ca:Les Costes - Rials                                                                           |           |                     | Modifica les dades a Wikidata |
|        | cova de Murdicu                          | Alella   | cova         |              | 41° 30′ 16″ N, 2° 18′ 20″ E / 41.50442°N,2.30559°E ca:Les Costes - Rials                                                                           |           |                     | Modifica les dades a Wikidata |
|        | cova del Bosc de Can Cortés              | Alella   | cova         |              | 41° 30′ 29″ N, 2° 17′ 07″ E / 41.50795°N,2.28533°E ca:Bosc de Can Poch, entre el Nucli Mas Coll i el Nucli Alella Parc                             |           |                     | Modifica les dades a Wikidata |
|        | cova del Pi Bord; Vinya d'en Casals      | Alella   | cova         |              | 41° 30′ 14″ N, 2° 16′ 34″ E / 41.50401°N,2.27619°E ca:Torrent del Sarau                                                                            |           |                     | Modifica les dades a Wikidata |
|        | cova del Turó del Bessó                  | Alella   | cova         |              | 41° 29′ 31″ N, 2° 17′ 00″ E / 41.49204°N,2.28342°E ca:Prop del turó del Bessó; a l'oest del nucli de Nova Alella                                   |           |                     | Modifica les dades a Wikidata |
|        | cova del camí Dalt d'Alella              | Alella   | cova         |              | 41° 29′ 36″ N, 2° 16′ 58″ E / 41.49343°N,2.28289°E ca:Prop del turó del Bessó; a l'oest del nucli de Nova Alella                                   |           |                     | Modifica les dades a Wikidata |
|        | cova dels Caçadors; Cova de Can Cortés   | Alella   | cova         | 20th century | 41° 30′ 27″ N, 2° 17′ 05″ E / 41.50756°N,2.28462°E ca:Entre el Nucli Mas Coll i el Nucli Alella Parc i Bosc de Can Poch                            |           |                     | Modifica les dades a Wikidata |
|        | coves del Torrent del Sarau              | Alella   | cova         |              | 41° 30′ 15″ N, 2° 16′ 43″ E / 41.50407°N,2.27857°E ca:Torrent del Sarau, a peu de camí, dins la zona verda situada dins l'Espai d'Interès Natural. |           |                     | Modifica les dades a Wikidata |

## creu de terme
| imatge | Nom                    | Ubicat a | instància de                            | Detalls                                             | coordenades                                                                         | Protecció                      | Commons (més fotos)    | Dades a WD                    |
| ------ | ---------------------- | -------- | --------------------------------------- | --------------------------------------------------- | ----------------------------------------------------------------------------------- | ------------------------------ | ---------------------- | ----------------------------- |
|        | creu de les Costes     | Alella   | creu de terme                           | 1954                                                | 41° 30′ 11″ N, 2° 18′ 16″ E / 41.50315°N,2.30436°E ca:Les Costes - Rials            |                                |                        | Modifica les dades a Wikidata |
|        | creu de terme d'Alella | Alella   | creu de terme estructura arquitectònica | Estil: gòtic tardà arquitectura gòtica 16th century | 41° 29′ 18″ N, 2° 17′ 43″ E / 41.488267°N,2.295396°E ca:Passeig de la Creu de Pedra | bé cultural d'interès nacional | Creu de terme d'Alella | Modifica les dades a Wikidata |

## edifici
| imatge | Nom                               | Ubicat a | instància de | Detalls | coordenades                                                                                             | Protecció                                  | Commons (més fotos)               | Dades a WD                    |
| ------ | --------------------------------- | -------- | ------------ | --- | --- | ------------------------------------------ | --------------------------------- | ----------------------------- |
|        | Antic escorxador d'Alella         | Alella   | edifici      | Estil: noucentisme 20th century                                                                                               | 41° 30′ 00″ N, 2° 17′ 34″ E / 41.50001°N,2.29271°E ca:Pg. Marià Estrada, 8 141 msnm                     | bé integrant del patrimoni cultural català | Antic escorxador d'Alella         | Modifica les dades a Wikidata |
|        | Caseta del pou de Can Boquet      | Alella   | edifici      | | 41° 29′ 48″ N, 2° 17′ 46″ E / 41.49674°N,2.296°E ca:Can Boquet, avinguda de Sant Josep de Calassanç, 8. |                                            |                                   | Modifica les dades a Wikidata |
|        | Celler Cooperatiu Alella Vinícola | Alella   | edifici      | Arquitecte: Jeroni Martorell i Terrats Estil: noucentisme 1907                                                                | 41° 29′ 41″ N, 2° 17′ 46″ E / 41.49475°N,2.29612°E ca:Rambla d'Àngel Guimerà                            | bé cultural d'interès local                | Celler Cooperatiu Alella Vinícola | Modifica les dades a Wikidata |
|        | Celler Gispert                    | Alella   | edifici      | Estil: arquitectura eclèctica                                                                                                 | 41° 29′ 49″ N, 2° 17′ 43″ E / 41.4969°N,2.29535°E ca:Avinguda de Sant Josep de Calassanç, 37 - 49       | bé cultural d'interès local                | Celler Gispert                    | Modifica les dades a Wikidata |
|        | Empedrat del Marxant              | Alella   | edifici      | 18th century | 41° 29′ 38″ N, 2° 17′ 43″ E / 41.49387°N,2.29522°E ca:Plaça de l'Ajuntament,                            |                                            |                                   | Modifica les dades a Wikidata |
|        | Fàbrica de Pintures               | Alella   | edifici      | Estil: arquitectura modernista 19th century                                                                                   | 41° 29′ 49″ N, 2° 17′ 37″ E / 41.497027°N,2.293555°E ca:Torrent de Vallbona, 53-67 112 msnm             | bé integrant del patrimoni cultural català | Fàbrica de Pintures (Alella)      | Modifica les dades a Wikidata |
|        | Mercat Municipal d'Alella         | Alella   | edifici      | 1929 | 41° 29′ 36″ N, 2° 17′ 42″ E / 41.49341°N,2.29491°E ca:Plaça de l'Ajuntament, s/n                        | bé integrant del patrimoni cultural català | Mercat Municipal d'Alella         | Modifica les dades a Wikidata |
|        | Rectoria                          | Alella   | edifici      | 18th century | 41° 29′ 37″ N, 2° 17′ 41″ E / 41.49356°N,2.29461°E ca:Plaça de l'Ajuntament, 13                         |                                            |                                   | Modifica les dades a Wikidata |
|        | la Torre del Governador           | Alella   | edifici      | Arquitecte: General Guitart i Lostaló Estil: arquitectura eclèctica historicisme arquitectònic modernisme català 19th century | 41° 30′ 03″ N, 2° 17′ 19″ E / 41.50079°N,2.2887°E ca:Camí de Martorelles, 2 139 msnm                    | bé cultural d'interès local                | La Torre del Governador           | Modifica les dades a Wikidata |

## edifici escolar
| imatge | Nom                        | Ubicat a | instància de    | Detalls | coordenades | Protecció                   | Commons (més fotos)                 | Dades a WD                    |
| ------ | -------------------------- | -------- | --------------- | --- | --- | --------------------------- | ----------------------------------- | ----------------------------- |
|        | Col·legi Maria Auxiliadora | Alella   | edifici escolar | Estil: arquitectura eclèctica 1886                                                                                | 41° 29′ 32″ N, 2° 17′ 38″ E / 41.4921°N,2.29402°E ca:Riera Fosca, 1                                             | bé cultural d'interès local | Col·legi Maria Auxiliadora (Alella) | Modifica les dades a Wikidata |
|        | Escoles Fabra              | Alella   | edifici escolar | Arquitecte: Josep Goday i Casals Estil: racionalisme arquitectònic 20th century Anomenat per: Ferran Fabra i Puig | 41° 29′ 34″ N, 2° 17′ 44″ E / 41.492823°N,2.2955°E ca:Av. Ferran Fabra, 1 i Rambla d'Àngel Guimerà, 2-6 90 msnm | bé cultural d'interès local | Escoles Fabra (Alella)              | Modifica les dades a Wikidata |

## element arquitectònic
| imatge | Nom                            | Ubicat a | instància de          | Detalls      | coordenades | Protecció | Commons (més fotos) | Dades a WD                    |
| ------ | ------------------------------ | -------- | --------------------- | ------------ | --- | --------- | ------------------- | ----------------------------- |
|        | Dipòsit del Camí dalt d'Alella | Alella   | element arquitectònic |              | 41° 29′ 43″ N, 2° 17′ 05″ E / 41.49532°N,2.28461°E ca:Entre Coll de Vendrans i el Nucli de Can Comulada                              |           |                     | Modifica les dades a Wikidata |
|        | Dipòsit del bosc de Can Cortés | Alella   | element arquitectònic |              | 41° 30′ 28″ N, 2° 17′ 11″ E / 41.50776°N,2.28633°E ca:Bosc de Can Cortés o Can Poch - Entre el Nucli Vallbona i el Nucli Alella Parc |           |                     | Modifica les dades a Wikidata |
|        | Dipòsits del cementiri         | Alella   | element arquitectònic | 20th century | 41° 29′ 22″ N, 2° 17′ 27″ E / 41.48934°N,2.29076°E ca:Davant del cementiri; a ponent del nucli de Nova Alella - Cal Baró.            |           |                     | Modifica les dades a Wikidata |
|        | Escorrentia de les Costes      | Alella   | element arquitectònic | 1950         | 41° 30′ 13″ N, 2° 18′ 14″ E / 41.50357°N,2.30383°E ca:Les Costes - Rials                                                             |           |                     | Modifica les dades a Wikidata |
|        | Làpides de l'església          | Alella   | element arquitectònic | 17th century | 41° 29′ 37″ N, 2° 17′ 39″ E / 41.49348°N,2.29424°E ca:Plaça de l'Església, s/n                                                       |           |                     | Modifica les dades a Wikidata |
|        | Sot d'aigua d'en Ferreret      | Alella   | element arquitectònic | 20th century | 41° 30′ 02″ N, 2° 18′ 11″ E / 41.50054°N,2.30306°E ca:Les Costes - Rials                                                             |           |                     | Modifica les dades a Wikidata |
|        | Sot d'aigua d'en Murdicu       | Alella   | element arquitectònic |              | 41° 30′ 16″ N, 2° 18′ 20″ E / 41.5044°N,2.30565°E ca:Les Costes - Rials                                                              |           |                     | Modifica les dades a Wikidata |
|        | Sot d'aigua d'en Pató          | Alella   | element arquitectònic |              | 41° 30′ 12″ N, 2° 18′ 10″ E / 41.50337°N,2.30276°E ca:Les Costes - Rials                                                             |           |                     | Modifica les dades a Wikidata |
|        | Sot d'aigua de Montserrat      | Alella   | element arquitectònic |              | 41° 30′ 15″ N, 2° 18′ 14″ E / 41.5042°N,2.3039°E ca:Les Costes - Rials                                                               |           |                     | Modifica les dades a Wikidata |
|        | Sot d'aigua de Pep Mureu       | Alella   | element arquitectònic |              | 41° 30′ 13″ N, 2° 18′ 17″ E / 41.50358°N,2.30471°E ca:Les Costes - Rials                                                             |           |                     | Modifica les dades a Wikidata |

## església
| imatge | Nom                   | Ubicat a | instància de     | Detalls                           | coordenades                                                                 | Protecció                                            | Commons (més fotos) | Dades a WD                    |
| ------ | --------------------- | -------- | ---------------- | --------------------------------- | --------------------------------------------------------------------------- | ---------------------------------------------------- | ------------------- | ----------------------------- |
|        | Sant Feliu d'Alella   | Alella   | església         |                                   | 41° 29′ 37″ N, 2° 17′ 39″ E / 41.4936°N,2.29417°E ca:Plaça de l'Església, 8 | bé d'interès cultural bé cultural d'interès nacional | Sant Feliu d'Alella | Modifica les dades a Wikidata |
|        | capella de Can Cortès | Alella   | església capella | Estil: historicisme arquitectònic | 41° 30′ 20″ N, 2° 17′ 17″ E / 41.50543°N,2.28803°E                          | bé integrant del patrimoni cultural català           |                     | Modifica les dades a Wikidata |

## font
| imatge | Nom                               | Ubicat a | instància de | Detalls      | coordenades | Protecció | Commons (més fotos)  | Dades a WD                    |
| ------ | --------------------------------- | -------- | ------------ | ------------ | --- | --------- | -------------------- | ----------------------------- |
|        | Dipòsit de la Font d'en Mià       | Alella   | font         |              | 41° 29′ 44″ N, 2° 16′ 57″ E / 41.49566°N,2.28263°E ca:Entre Coll de Vendrans i el nucli de Can Comulada                                                 |           |                      | Modifica les dades a Wikidata |
|        | font d'en Mià; Font dels Caçadors | Alella   | font         |              | 41° 29′ 44″ N, 2° 16′ 57″ E / 41.49545°N,2.28251°E ca:Entre els nuclis de Can Comulada i Nova Alella.                                                   |           |                      | Modifica les dades a Wikidata |
|        | font de l'Esquerda                | Alella   | font         |              | 41° 30′ 24″ N, 2° 16′ 29″ E / 41.50654°N,2.274631°E ca:Bosc de les Quatre Torres, dalt del barri de Mas Coll, dins l'Espai d'Interès Natural. 260 msnm  |           | Font de l'Esquerda   | Modifica les dades a Wikidata |
|        | font de la Plaça de l'Ajuntament  | Alella   | font         | 2000         | 41° 29′ 38″ N, 2° 17′ 42″ E / 41.49382°N,2.295°E ca:Plaça de l'Ajuntament, s/n                                                                          |           |                      | Modifica les dades a Wikidata |
|        | font del Fonoll                   | Alella   | font         |              | 41° 30′ 20″ N, 2° 16′ 50″ E / 41.505692°N,2.280505°E |           |                      | Modifica les dades a Wikidata |
|        | font del Fonoll                   | Alella   | font         | 20th century | 41° 30′ 14″ N, 2° 16′ 46″ E / 41.50383°N,2.27955°E ca:Torrent del sarau o del Fonoll, a la urbanització Mas Coll                                        |           |                      | Modifica les dades a Wikidata |
|        | font del Safareig                 | Alella   | font         |              | 41° 30′ 24″ N, 2° 16′ 19″ E / 41.506661°N,2.272025°E ca:Bosc de les Quatre Torres, dalt del barri de Mas Coll, dins l'Espai d'Interès Natural. 320 msnm |           | Font del Safareig    | Modifica les dades a Wikidata |
|        | font del Sarau                    | Alella   | font         |              | 41° 30′ 10″ N, 2° 16′ 24″ E / 41.502915°N,2.27323°E ca:Al torrent del Sarau, sobre el Pi Bord, dins l'Espai d'Interès Natural.                          |           |                      | Modifica les dades a Wikidata |
|        | font dels Eucaliptus              | Alella   | font         |              | 41° 30′ 34″ N, 2° 16′ 28″ E / 41.509491°N,2.274507°E ca:Bosc de les Quatre Torres, dalt del barri de Mas Coll, dins l'Espai d'Interès Natural. 315 msnm |           | Font dels Eucaliptus | Modifica les dades a Wikidata |

## masia
| imatge | Nom                                                  | Ubicat a | instància de     | Detalls                                         | coordenades | Protecció                                  | Commons (més fotos)            | Dades a WD                    |
| ------ | ---------------------------------------------------- | -------- | ---------------- | ----------------------------------------------- | --- | ------------------------------------------ | ------------------------------ | ----------------------------- |
|        | Ca la Librada                                        | Alella   | masia            | Estil: arquitectura popular                     | 41° 29′ 38″ N, 2° 17′ 42″ E / 41.49399°N,2.29503°E ca:Torrent Vallbona, 1 - Empedrat del Marxant, 2                         | bé cultural d'interès local                | Ca la Librada                  | Modifica les dades a Wikidata |
|        | Cal Barqué                                           | Alella   | masia            | Estil: arquitectura popular                     | 41° 29′ 38″ N, 2° 17′ 41″ E / 41.49388°N,2.29472°E ca:Plaça de l'Ajuntament, 9                                              | bé cultural d'interès local                | Cal Barqué (Alella)            | Modifica les dades a Wikidata |
|        | Cal Baró de Ribelles                                 | Alella   | masia            |                                                 | 41° 29′ 33″ N, 2° 17′ 32″ E / 41.4925°N,2.29231°E ca:Onofre Talavera, 4                                                     | bé cultural d'interès local                | Cal Baró de Ribelles (Alella)  | Modifica les dades a Wikidata |
|        | Cal Doctor                                           | Alella   | masia            | Estil: arquitectura gòtica arquitectura popular | 41° 29′ 53″ N, 2° 17′ 26″ E / 41.498°N,2.29064°E ca:Riera Coma Fosca, 4 120 msnm                                            | bé cultural d'interès local                | Cal Doctor (Alella)            | Modifica les dades a Wikidata |
|        | Cal Mallorquí                                        | Alella   | masia            |                                                 | 41° 29′ 45″ N, 2° 18′ 09″ E / 41.49588412766°N,2.30262155982659°E                                                           |                                            |                                | Modifica les dades a Wikidata |
|        | Cal Vell                                             | Alella   | masia            | Estil: bé cultural d'interès local 15th century | 41° 30′ 00″ N, 2° 17′ 39″ E / 41.499879°N,2.294186°E ca:Pg. Marià Estrada, 1 125 msnm                                       | bé cultural d'interès local                | Cal Vell (Alella)              | Modifica les dades a Wikidata |
|        | Can Balcells                                         | Alella   | masia            | Estil: arquitectura eclèctica                   | 41° 29′ 18″ N, 2° 17′ 47″ E / 41.488218°N,2.296514°E ca:Charles Rivel, 6-8                                                  | bé cultural d'interès local                | Can Balcells (Alella)          | Modifica les dades a Wikidata |
|        | Can Boquet                                           | Alella   | masia            | Estil: arquitectura gòtica 16th century         | 41° 29′ 51″ N, 2° 17′ 51″ E / 41.4976°N,2.29754°E ca:Camí de Can Boquet                                                     | bé cultural d'interès local                | Can Boquet (Alella)            | Modifica les dades a Wikidata |
|        | Can Bragulat                                         | Alella   | masia            | Estil: arquitectura gòtica                      | 41° 29′ 36″ N, 2° 17′ 36″ E / 41.49323°N,2.29346°E ca:Riera Fosca / Carrer Comas                                            | bé cultural d'interès local                | Can Bragulat (Alella)          | Modifica les dades a Wikidata |
|        | Can Bruy                                             | Alella   | masia            | Estil: arquitectura popular 15th century        | 41° 30′ 12″ N, 2° 17′ 16″ E / 41.50323°N,2.28791°E ca:Camí de Martorelles, 8                                                | bé cultural d'interès local                | Can Bruy                       | Modifica les dades a Wikidata |
|        | Can Cabús de Baix                                    | Alella   | masia            | Estil: arquitectura popular 14th century        | 41° 29′ 53″ N, 2° 17′ 47″ E / 41.49801°N,2.29652°E ca:Av. Sant Josep de Calassanç, 10                                       | bé cultural d'interès local                | Can Cabús de Baix              | Modifica les dades a Wikidata |
|        | Can Cabús de Dalt                                    | Alella   | masia            |                                                 | 41° 30′ 32″ N, 2° 18′ 04″ E / 41.5090159283705°N,2.30098278171692°E                                                         |                                            |                                | Modifica les dades a Wikidata |
|        | Can Cai                                              | Alella   | masia            | Estil: arquitectura popular                     | 41° 29′ 36″ N, 2° 17′ 33″ E / 41.49343°N,2.29238°E                                                                          | bé cultural d'interès local                | Can Cai                        | Modifica les dades a Wikidata |
|        | Can Calderó                                          | Alella   | masia casa forta | Estil: arquitectura popular                     | 41° 29′ 45″ N, 2° 17′ 49″ E / 41.4957°N,2.29692°E ca:Sant Josep de Calassanç, 5                                             | bé cultural d'interès local                | Can Calderó                    | Modifica les dades a Wikidata |
|        | Can Casals                                           | Alella   | masia            | Estil: arquitectura gòtica arquitectura popular | 41° 29′ 58″ N, 2° 17′ 22″ E / 41.4994°N,2.28941°E ca:Avinguda Jaume Rius i Fabra 128 msnm                                   | bé cultural d'interès local                | Can Casals (Alella)            | Modifica les dades a Wikidata |
|        | Can Claresvalls                                      | Alella   | masia            | Estil: arquitectura popular 17th century        | 41° 29′ 26″ N, 2° 17′ 52″ E / 41.49067°N,2.29779°E ca:Riera Principal, 3                                                    | bé cultural d'interès local                | Can Clarisvall                 | Modifica les dades a Wikidata |
|        | Can Coll                                             | Alella   | masia            | Estil: arquitectura gòtica arquitectura popular | 41° 30′ 05″ N, 2° 17′ 10″ E / 41.5014°N,2.28615°E ca:Masia Mas Coll, 3 - Riera Fosca 156 msnm                               | bé cultural d'interès local                | Can Coll (Alella)              | Modifica les dades a Wikidata |
|        | Can Colomer                                          | Alella   | masia            | 1880                                            | 41° 30′ 35″ N, 2° 18′ 07″ E / 41.5097611783824°N,2.30207720815609°E ca:Riera Coma Clara, 27                                 |                                            |                                | Modifica les dades a Wikidata |
|        | Can Comelles                                         | Alella   | masia            |                                                 | 41° 30′ 11″ N, 2° 17′ 38″ E / 41.5031°N,2.29402°E                                                                           | bé cultural d'interès local                | Can Sopa (Alella)              | Modifica les dades a Wikidata |
|        | Can Creixells                                        | Alella   | masia            |                                                 | 41° 29′ 47″ N, 2° 17′ 22″ E / 41.4964604462984°N,2.28935282525235°E                                                         |                                            |                                | Modifica les dades a Wikidata |
|        | Can Cues                                             | Alella   | masia            | Estil: arquitectura popular 18th century        | 41° 30′ 27″ N, 2° 17′ 46″ E / 41.507497°N,2.296017°E ca:Riera Coma Clara 185 msnm                                           | bé cultural d'interès local                | Can Cues (Alella)              | Modifica les dades a Wikidata |
|        | Can Gurri                                            | Alella   | masia            | Estil: arquitectura popular 18th century        | 41° 29′ 36″ N, 2° 17′ 46″ E / 41.493319°N,2.296142°E ca:Carrer Gurri 8-16 i 20 - Rambla d'Àngel Guimerà, 16B                | bé cultural d'interès local                | Prototipus de carrers del Rost | Modifica les dades a Wikidata |
|        | Can Jonch                                            | Alella   | masia            | Estil: gòtic tardà                              | 41° 30′ 15″ N, 2° 17′ 42″ E / 41.5041°N,2.29508°E ca:Riera Coma Clara, 9 148 msnm                                           | bé cultural d'interès local                | Can Jonc (Alella)              | Modifica les dades a Wikidata |
|        | Can Lleonart                                         | Alella   | masia            | Estil: arquitectura barroca 18th century        | 41° 29′ 34″ N, 2° 17′ 42″ E / 41.4927°N,2.29492°E ca:Plaça Germans Lleonart, 1 / Riera Fosca, 2-6 / Rambla Àngel Guimerà, 1 | bé cultural d'interès local                | Can Lleonart (Alella)          | Modifica les dades a Wikidata |
|        | Can Magarola                                         | Alella   | masia            | Estil: arquitectura popular 17th century        | 41° 30′ 17″ N, 2° 17′ 58″ E / 41.5047°N,2.29944°E ca:Avinguda Sant Mateu, 2 172 msnm                                        | bé cultural d'interès local                | Can Magarola                   | Modifica les dades a Wikidata |
|        | Can Manyé                                            | Alella   | masia            | Estil: arquitectura popular 17th century        | 41° 29′ 37″ N, 2° 17′ 32″ E / 41.49357°N,2.29213°E ca:Carrer Riera Fosca, 42                                                | bé integrant del patrimoni cultural català | Can Manyé (Alella)             | Modifica les dades a Wikidata |
|        | Can Pareras                                          | Alella   | masia            | Estil: arquitectura popular                     | 41° 29′ 57″ N, 2° 17′ 17″ E / 41.49925°N,2.28817°E ca:Riera Coma Fosca, 33-37                                               | bé cultural d'interès local                | Can Pareras                    | Modifica les dades a Wikidata |
|        | Can Pau Arenes                                       | Alella   | masia            | Estil: arquitectura popular 1651                | 41° 30′ 30″ N, 2° 18′ 02″ E / 41.5084°N,2.30043°E ca:Riera de Coma Clara, 23 192 msnm                                       | bé cultural d'interès local                | Can Pau Arenes                 | Modifica les dades a Wikidata |
|        | Can Puferrer                                         | Alella   | masia            | Estil: arquitectura gòtica arquitectura popular | 41° 30′ 05″ N, 2° 17′ 09″ E / 41.5014°N,2.28573°E ca:Torrent de Can Pufarré, 4 136 msnm                                     | bé cultural d'interès local                | Can Puferrer                   | Modifica les dades a Wikidata |
|        | Can Roure                                            | Alella   | masia            |                                                 | 41° 29′ 47″ N, 2° 18′ 15″ E / 41.496379419664°N,2.30408986219493°E                                                          |                                            |                                | Modifica les dades a Wikidata |
|        | Can Rovira                                           | Alella   | masia            | Estil: arquitectura eclèctica 19th century      | 41° 29′ 57″ N, 2° 17′ 46″ E / 41.49921°N,2.29623°E ca:Carrer Sant Josep de Calasanç, 18                                     | bé cultural d'interès local                | Can Rovira (Alella)            | Modifica les dades a Wikidata |
|        | Can Sanmiquel                                        | Alella   | masia            | Estil: arquitectura popular 16th century        | 41° 29′ 52″ N, 2° 17′ 40″ E / 41.49781°N,2.29457°E ca:Av. Sant Josep de Calassanç, 55                                       | bé cultural d'interès local                | Can Sanmiquel                  | Modifica les dades a Wikidata |
|        | Can Sans                                             | Alella   | masia            | 20th century                                    | 41° 29′ 46″ N, 2° 17′ 25″ E / 41.496133°N,2.290177°E ca:Riera Coma Fosca, 1                                                 |                                            | Can Sans (Alella)              | Modifica les dades a Wikidata |
|        | Can Serra                                            | Alella   | masia            | Estil: arquitectura popular 16th century        | 41° 29′ 46″ N, 2° 17′ 52″ E / 41.4961°N,2.29781°E ca:Sant Josep de Calassanç, 4-6 130 msnm                                  | bé cultural d'interès local                | Can Serra (Alella)             | Modifica les dades a Wikidata |
|        | Can Sors                                             | Can Sors | masia            | Estil: arquitectura popular 14th century        | 41° 28′ 59″ N, 2° 18′ 18″ E / 41.48318°N,2.30498°E ca:Mediterrània, 25 41 msnm                                              | bé cultural d'interès local                | Can Sors (Alella)              | Modifica les dades a Wikidata |
|        | Can Tito Serra                                       | Alella   | masia            | Estil: arquitectura popular                     | 41° 30′ 16″ N, 2° 17′ 49″ E / 41.5044°N,2.29708°E ca:Riera Coma Clara, 11 156 msnm                                          | bé cultural d'interès local                | Can Tito Serra                 | Modifica les dades a Wikidata |
|        | Can Tito Serra Nou                                   | Alella   | masia            | Estil: arquitectura eclèctica 19th century      | 41° 30′ 18″ N, 2° 17′ 48″ E / 41.50499°N,2.29673°E ca:Riera Coma Clara, 11                                                  | bé integrant del patrimoni cultural català | Can Tito Serra Nou             | Modifica les dades a Wikidata |
|        | Can Vilana                                           | Alella   | masia            | Estil: arquitectura barroca 18th century        | 41° 29′ 46″ N, 2° 17′ 34″ E / 41.496107°N,2.292911°E ca:Pg. Antoni Borrell 115 msnm                                         | bé cultural d'interès local                | Can Vilana (Alella)            | Modifica les dades a Wikidata |
|        | Can Viló                                             | Alella   | masia            | Estil: historicisme arquitectònic               | 41° 29′ 35″ N, 2° 17′ 39″ E / 41.493°N,2.29423°E ca:Carrer Riera Fosca,8                                                    | bé cultural d'interès local                | Can Viló (Alella)              | Modifica les dades a Wikidata |
|        | Companyia d'Alella; Can Punito ; Nau de Can Bragulat | Alella   | masia            | 19th century                                    | 41° 29′ 35″ N, 2° 17′ 36″ E / 41.49316°N,2.29327°E ca:Riera Fosca, 30 - Carrer Comas                                        |                                            |                                | Modifica les dades a Wikidata |
|        | Mas Antic                                            | Alella   | masia            | Estil: arquitectura popular 20th century        | 41° 29′ 56″ N, 2° 17′ 26″ E / 41.498881°N,2.290685°E ca:Pg. Antoni Borrell, 25 139 msnm                                     | bé integrant del patrimoni cultural català | Mas Antic (Alella)             | Modifica les dades a Wikidata |
|        | Mas Nou Pins                                         | Alella   | masia            |                                                 | 41° 29′ 57″ N, 2° 16′ 21″ E / 41.4991563079677°N,2.27248988405052°E                                                         |                                            |                                | Modifica les dades a Wikidata |

## molí d'aigua
| imatge | Nom                | Ubicat a | instància de | Detalls | coordenades | Protecció | Commons (més fotos) | Dades a WD                    |
| ------ | ------------------ | -------- | ------------ | ------- | --- | --------- | ------------------- | ----------------------------- |
|        | Molí de Can Poch   | Alella   | molí d'aigua |         | 41° 30′ 23″ N, 2° 17′ 06″ E / 41.50628°N,2.28509°E ca:Can Poch - Entre el Nucli Mas Coll i el Nucli Alella Parc                            |           |                     | Modifica les dades a Wikidata |
|        | Molí de Can Torras | Alella   | molí d'aigua |         | 41° 29′ 11″ N, 2° 18′ 11″ E / 41.48639°N,2.30293°E ca:Marge Est de la BP-5002, PK 1, entre el tram baix de la Riera d'Alella i Can Torres. |           |                     | Modifica les dades a Wikidata |
|        | Molí de La Miralda | Alella   | molí d'aigua |         | 41° 29′ 20″ N, 2° 18′ 06″ E / 41.4888°N,2.30168°E ca:Dins la finca de la Miralda (Riera Principal, 5), molt a prop de l'autopista C-32.    |           |                     | Modifica les dades a Wikidata |

## muntanya
| imatge | Nom                | Ubicat a                                | instància de | Detalls | coordenades | Protecció | Commons (més fotos) | Dades a WD                    |
| ------ | ------------------ | --------------------------------------- | ------------ | ------- | --- | --------- | ------------------- | ----------------------------- |
|        | Turó d'en Galceran | Alella Tiana Santa Maria de Martorelles | muntanya     |         | 41° 30′ 17″ N, 2° 16′ 00″ E / 41.5046857089°N,2.26664062157°E ca:Extrem de migdia del terme municipal, 08106 484 msnm |           | Turó de Galzeran    | Modifica les dades a Wikidata |
|        | Turó de les Monges | Alella                                  | muntanya     |         | 41° 30′ 09″ N, 2° 18′ 04″ E / 41.5025°N,2.30109°E 241.1 msnm                                                          |           |                     | Modifica les dades a Wikidata |
|        | els Figuerals      | Santa Maria de Martorelles Alella       | muntanya     |         | 41° 30′ 50″ N, 2° 16′ 55″ E / 41.51390278°N,2.28183333°E 413 msnm                                                     |           | Els Figuerals       | Modifica les dades a Wikidata |
|        | els Ginestells     | Tiana Alella                            | muntanya     |         | 41° 30′ 01″ N, 2° 16′ 13″ E / 41.5004°N,2.27039°E 433 msnm                                                            |           | Els Ginestells      | Modifica les dades a Wikidata |

## nucli de població
| imatge | Nom           | Ubicat a | instància de                                           | Detalls              | coordenades                                                                             | Protecció | Commons (més fotos)               | Dades a WD                    |
| ------ | ------------- | -------- | ------------------------------------------------------ | -------------------- | --------------------------------------------------------------------------------------- | --------- | --------------------------------- | ----------------------------- |
|        | Alella Park   | Alella   | nucli de població nucli d'entitat singular de població | 684 hab              | 41° 30′ 46″ N, 2° 17′ 25″ E / 41.512739°N,2.2904°E 270 msnm                             |           | Alella Park                       | Modifica les dades a Wikidata |
|        | Alella de Mar | Alella   | nucli de població nucli d'entitat singular de població | 1672 hab             | 41° 28′ 46″ N, 2° 17′ 53″ E / 41.479512°N,2.298142°E 104 msnm                           |           | Barri de Mar d'Alella (El Masnou) | Modifica les dades a Wikidata |
|        | Can Comulada  | Alella   | nucli de població nucli d'entitat singular de població | 566 hab              | 41° 29′ 40″ N, 2° 16′ 53″ E / 41.494464726219°N,2.2812676735123°E 225 msnm              |           |                                   | Modifica les dades a Wikidata |
|        | Can Magarola  | Alella   | nucli de població nucli d'entitat singular de població | 119 hab              | 41° 30′ 13″ N, 2° 17′ 57″ E / 41.503582307724°N,2.2991395853533°E 217 msnm              |           |                                   | Modifica les dades a Wikidata |
|        | Can Sors      | Alella   | nucli de població nucli d'entitat singular de població | 15th century 651 hab | 41° 28′ 58″ N, 2° 18′ 19″ E / 41.482903216797°N,2.305351470827°E ca:Masnou, 18 132 msnm |           |                                   | Modifica les dades a Wikidata |
|        | Canonge       | Alella   | nucli de població nucli d'entitat singular de població | 228 hab              | 41° 29′ 08″ N, 2° 17′ 36″ E / 41.485532268118°N,2.2933448931892°E 99 msnm               |           |                                   | Modifica les dades a Wikidata |
|        | Eixample      | Alella   | nucli de població nucli d'entitat singular de població | 1782 hab             | 41° 29′ 12″ N, 2° 17′ 28″ E / 41.4866887732531°N,2.29102884110089°E 93 msnm             |           |                                   | Modifica les dades a Wikidata |
|        | Font de Cera  | Alella   | nucli de població nucli d'entitat singular de població | 35 hab               | 41° 30′ 39″ N, 2° 17′ 52″ E / 41.510780342383°N,2.2978636352716°E 255 msnm              |           |                                   | Modifica les dades a Wikidata |
|        | Ibars-Meia    | Alella   | nucli de població nucli d'entitat singular de població | 209 hab              | 41° 30′ 00″ N, 2° 18′ 19″ E / 41.500015978201°N,2.3051686232135°E 129 msnm              |           |                                   | Modifica les dades a Wikidata |
|        | Mas Coll      | Alella   | nucli de població nucli d'entitat singular de població | 888 hab              | 41° 30′ 25″ N, 2° 16′ 26″ E / 41.507028882168°N,2.273939260476°E 205 msnm               |           |                                   | Modifica les dades a Wikidata |
|        | Nova Alella   | Alella   | nucli de població nucli d'entitat singular de població | 522 hab              | 41° 29′ 30″ N, 2° 17′ 12″ E / 41.4916875941314°N,2.2866137119255°E 180 msnm             |           |                                   | Modifica les dades a Wikidata |
|        | Vallbona      | Alella   | nucli de població nucli d'entitat singular de població | 203 hab              | 41° 30′ 00″ N, 2° 17′ 27″ E / 41.499928223883°N,2.2907921821327°E 150 msnm              |           |                                   | Modifica les dades a Wikidata |

## oratori
| imatge | Nom                          | Ubicat a | instància de | Detalls                                  | coordenades                                                                                            | Protecció                   | Commons (més fotos)             | Dades a WD                    |
| ------ | ---------------------------- | -------- | ------------ | ---------------------------------------- | --- | --------------------------- | ------------------------------- | ----------------------------- |
|        | Capella de Maria Auxiliadora | Alella   | oratori      | Estil: arquitectura eclèctica 1956       | 41° 29′ 36″ N, 2° 17′ 50″ E / 41.49347°N,2.2973°E ca:Plaça de Maria Auxiliadora                        | bé cultural d'interès local | Capella de Maria Auxiliadora    | Modifica les dades a Wikidata |
|        | Capella del Sant Crist       | Alella   | oratori      | Estil: arquitectura popular 20th century | 41° 29′ 57″ N, 2° 17′ 27″ E / 41.499055°N,2.29085°E ca:Pg. Marià Estrada - pg. Antoni Borrell 140 msnm | bé cultural d'interès local | Capella del Sant Crist (Alella) | Modifica les dades a Wikidata |

## portal
| imatge | Nom                             | Ubicat a | instància de | Detalls                          | coordenades                                                                   | Protecció                                  | Commons (més fotos)                      | Dades a WD                    |
| ------ | ------------------------------- | -------- | ------------ | -------------------------------- | ----------------------------------------------------------------------------- | ------------------------------------------ | ---------------------------------------- | ----------------------------- |
|        | Porta dovellada de l'Ajuntament | Alella   | portal       | Estil: arquitectura popular 1591 | 41° 29′ 37″ N, 2° 17′ 42″ E / 41.49356°N,2.2951°E ca:Plaça de l'Ajuntament, 1 | bé integrant del patrimoni cultural català | Porta dovellada de l'Ajuntament (Alella) | Modifica les dades a Wikidata |
|        | Portal al carrer Comas, 22      | Alella   | portal       | Estil: arquitectura popular      | 41° 29′ 36″ N, 2° 17′ 36″ E / 41.49322°N,2.29326°E                            | bé integrant del patrimoni cultural català | Portal al carrer Comas, 22               | Modifica les dades a Wikidata |

## pou
| imatge | Nom                                 | Ubicat a | instància de              | Detalls      | coordenades                                                                                        | Protecció | Commons (més fotos) | Dades a WD                    |
| ------ | ----------------------------------- | -------- | ------------------------- | ------------ | -------------------------------------------------------------------------------------------------- | --------- | ------------------- | ----------------------------- |
|        | Pou d'Antonia Ribas o de les Costes | Alella   | pou element arquitectònic |              | 41° 30′ 06″ N, 2° 18′ 22″ E / 41.50172°N,2.30621°E ca:Costes d'en Bernades -Vall de Rials          |           |                     | Modifica les dades a Wikidata |
|        | Pou i dipòsit del Turó del Bessó    | Alella   | pou element arquitectònic | 20th century | 41° 29′ 30″ N, 2° 16′ 58″ E / 41.49176°N,2.28264°E ca:Turó del Bessó, a l'est del terme municipal. |           |                     | Modifica les dades a Wikidata |

## tanca
| imatge | Nom                                      | Ubicat a | instància de                | Detalls | coordenades                                                                                            | Protecció | Commons (més fotos) | Dades a WD                    |
| ------ | ---------------------------------------- | -------- | --------------------------- | ------- | --- | --------- | ------------------- | ----------------------------- |
|        | Tanca de Barri de la Riera Coma Fosca, 1 | Alella   | tanca element arquitectònic |         | 41° 29′ 32″ N, 2° 17′ 42″ E / 41.49221°N,2.29505°E ca:Plaça de Can Lleonard, s/n o Riera Coma Fosca, 1 |           |                     | Modifica les dades a Wikidata |
|        | Tanca del barri del carrer Montserrat    | Alella   | tanca element arquitectònic |         | 41° 29′ 39″ N, 2° 17′ 47″ E / 41.49427°N,2.29641°E ca:Carrer Montserrat, 7-9                           |           |                     | Modifica les dades a Wikidata |

## torre de sentinella
| imatge | Nom                                     | Ubicat a | instància de        | Detalls            | coordenades                                                                            | Protecció                      | Commons (més fotos)                     | Dades a WD                    |
| ------ | --------------------------------------- | -------- | ------------------- | ------------------ | -------------------------------------------------------------------------------------- | ------------------------------ | --------------------------------------- | ----------------------------- |
|        | Torre de Cal Doctor                     | Alella   | torre de sentinella | 16th century       | 41° 29′ 53″ N, 2° 17′ 26″ E / 41.498029°N,2.290625°E ca:Riera Coma Fosca, s/n          | bé cultural d'interès nacional | Torre de Cal Doctor                     | Modifica les dades a Wikidata |
|        | Torre de Can Boquet                     | Alella   | torre de sentinella | 16th century       | 41° 29′ 51″ N, 2° 17′ 51″ E / 41.497634°N,2.297477°E ca:Av. Sant Josep de Calassanç, 8 | bé cultural d'interès nacional | Torre de Can Boquet                     | Modifica les dades a Wikidata |
|        | Torre de Can Calderó                    | Alella   | torre de sentinella | 16th century       | 41° 29′ 45″ N, 2° 17′ 49″ E / 41.495745°N,2.29692°E ca:Av. Sant Josep de Calassanç, 2  | bé cultural d'interès nacional | Torre de Can Calderó                    | Modifica les dades a Wikidata |
|        | Torre de Can Magarola                   | Alella   | torre de sentinella |                    | 41° 30′ 17″ N, 2° 17′ 58″ E / 41.504857°N,2.299521°E ca:Av. Sant Mateu, 2              | bé cultural d'interès nacional | Torre de Can Magarola                   | Modifica les dades a Wikidata |
|        | Torre de guaita de Cal Baró de Ribelles | Alella   | torre de sentinella | Estil: gòtic tardà | 41° 29′ 24″ N, 2° 17′ 30″ E / 41.490043°N,2.291737°E                                   | bé cultural d'interès nacional | Torre de guaita de Cal Baró de Ribelles | Modifica les dades a Wikidata |

## Misc
| imatge | Nom                                   | Ubicat a           | instància de                                                                   | Detalls | coordenades                                                                                                  | Protecció                                  | Commons (més fotos)          | Dades a WD                    |
| ------ | ------------------------------------- | ------------------ | ------------------------------------------------------------------------------ | --- | --- | ------------------------------------------ | ---------------------------- | ----------------------------- |
|        | Alella                                | Alella             | entitat singular de població capital municipal ens local històric de Catalunya | 10200 hab | 41° 29′ 40″ N, 2° 17′ 36″ E / 41.49451°N,2.29322°E 99 msnm                                                   |                                            |                              | Modifica les dades a Wikidata |
|        | Coll de la Font de Cera               | Alella Vallromanes | collada                                                                        | | 41° 30′ 50″ N, 2° 17′ 39″ E / 41.513888888888886°N,2.2941666666666665°E 274.5 msnm                           |                                            |                              | Modifica les dades a Wikidata |
|        | El llibre de Gaudi                    | Alella             | obra escultòrica element arquitectònic                                         | 2002-04-14 Anomenat per: Antoni Gaudí i Cornet                                                                         | 41° 29′ 39″ N, 2° 17′ 32″ E / 41.49423437859105°N,2.292242646217346°E ca:Plaça Antoni Gaudí                  |                                            | El llibre de Gaudi (Alella)  | Modifica les dades a Wikidata |
|        | Garrofers                             | Alella             | nucli d'entitat singular de població                                           | 289 hab | 41° 29′ 55″ N, 2° 17′ 30″ E / 41.498734891467°N,2.2915564353025°E 87 msnm                                    |                                            |                              | Modifica les dades a Wikidata |
|        | Làpida commemorativa                  | Alella             | placa commemorativa                                                            | Estil: arquitectura popular 1720                                                                                       | 41° 29′ 35″ N, 2° 17′ 43″ E / 41.49316°N,2.29514°E ca:Rambla Àngel Guimerà, al costat de Can Lleonart        | bé integrant del patrimoni cultural català | Làpida commemorativa         | Modifica les dades a Wikidata |
|        | Mirador de Nou Pins                   | Alella             | mirador                                                                        | | Parc de la Serralada Litoral                                                                                 |                                            |                              | Modifica les dades a Wikidata |
|        | Monument a Lluís Desplà               | Alella             | monument                                                                       | 20th century Anomenat per: Lluís Desplà i d'Oms                                                                        | 41° 29′ 37″ N, 2° 17′ 40″ E / 41.49373°N,2.29455°E ca:Plaça de l'Ajuntament, s/n                             |                                            |                              | Modifica les dades a Wikidata |
|        | Panteó d'Antoni Borrell               | Alella             | mausoleu                                                                       | Arquitecte: General Guitart i Lostaló Estil: arquitectura modernista 19th century Anomenat per: Antoni Borrell i Folch | 41° 29′ 20″ N, 2° 17′ 27″ E / 41.488998°N,2.290907°E ca:Camí Baix de Tiana, 1 (cementiri)                    |                                            | Panteó d'Antoni Borrell      | Modifica les dades a Wikidata |
|        | Premsa del Mil·lenari                 | Alella             | mobiliari urbà                                                                 | 1975 | 41° 29′ 33″ N, 2° 17′ 43″ E / 41.49237°N,2.29527°E ca:Plaça dels Germans Lleonard, s/n                       |                                            |                              | Modifica les dades a Wikidata |
|        | Rocar del bosc de Can Colomer         | Alella             | indret                                                                         | | 41° 30′ 28″ N, 2° 18′ 19″ E / 41.50786°N,2.30536°E ca:Bosc de Can Colomer, al nord del nucli de Can Magarola |                                            |                              | Modifica les dades a Wikidata |
|        | Serra de Teià                         | Alella Teià        | serra                                                                          | | 41° 30′ 24″ N, 2° 18′ 26″ E / 41.5067°N,2.3073°E                                                             |                                            |                              | Modifica les dades a Wikidata |
|        | camí de Martorelles                   | Alella             | camí                                                                           | Estil: arquitectura popular 19th century                                                                               | 41° 30′ 08″ N, 2° 17′ 17″ E / 41.502237°N,2.288063°E                                                         | bé cultural d'interès local                | Camí de Martorelles          | Modifica les dades a Wikidata |
|        | capella de la Mare de Déu de la Mercè | Alella             | capella element arquitectònic                                                  | 1955 | 41° 29′ 25″ N, 2° 17′ 32″ E / 41.49021°N,2.29231°E ca:Carrer del Doctor Homs, al costat del número 13        |                                            |                              | Modifica les dades a Wikidata |
|        | casa consistorial d'Alella            | Alella             | casa consistorial                                                              | | 41° 29′ 37″ N, 2° 17′ 43″ E / 41.4936176°N,2.2951886°E                                                       |                                            | Ajuntament d'Alella          | Modifica les dades a Wikidata |
|        | cementiri d'Alella                    | Alella             | cementiri                                                                      | Estil: arquitectura eclèctica 1880                                                                                     | 41° 29′ 21″ N, 2° 17′ 27″ E / 41.48913°N,2.290922°E ca:Camí Baix de Tiana, 1                                 | bé cultural d'interès local                | Cementiri d'Alella           | Modifica les dades a Wikidata |
|        | parets de vinya de les Costes         | Alella             | marge element arquitectònic                                                    | 1950s | 41° 30′ 11″ N, 2° 18′ 11″ E / 41.50316°N,2.30312°E ca:Les Costes - Rials.                                    |                                            |                              | Modifica les dades a Wikidata |
|        | plaça de l'Església                   | Alella             | plaça                                                                          | 19th century | 41° 29′ 37″ N, 2° 17′ 39″ E / 41.493721°N,2.294105°E ca:Plaça de l'Església, del núm. 1 al 4                 | bé cultural d'interès local                | Plaça de l'Església (Alella) | Modifica les dades a Wikidata |
|        | riera d'Alella                        | Alella el Masnou   | curs d'aigua                                                                   | Desemboca: mar Mediterrània                                                                                            | 41° 29′ 07″ N, 2° 18′ 07″ E / 41.485311°N,2.302082°E                                                         |                                            | Riera d'Alella               | Modifica les dades a Wikidata |